# 拉溫恩施泰因山

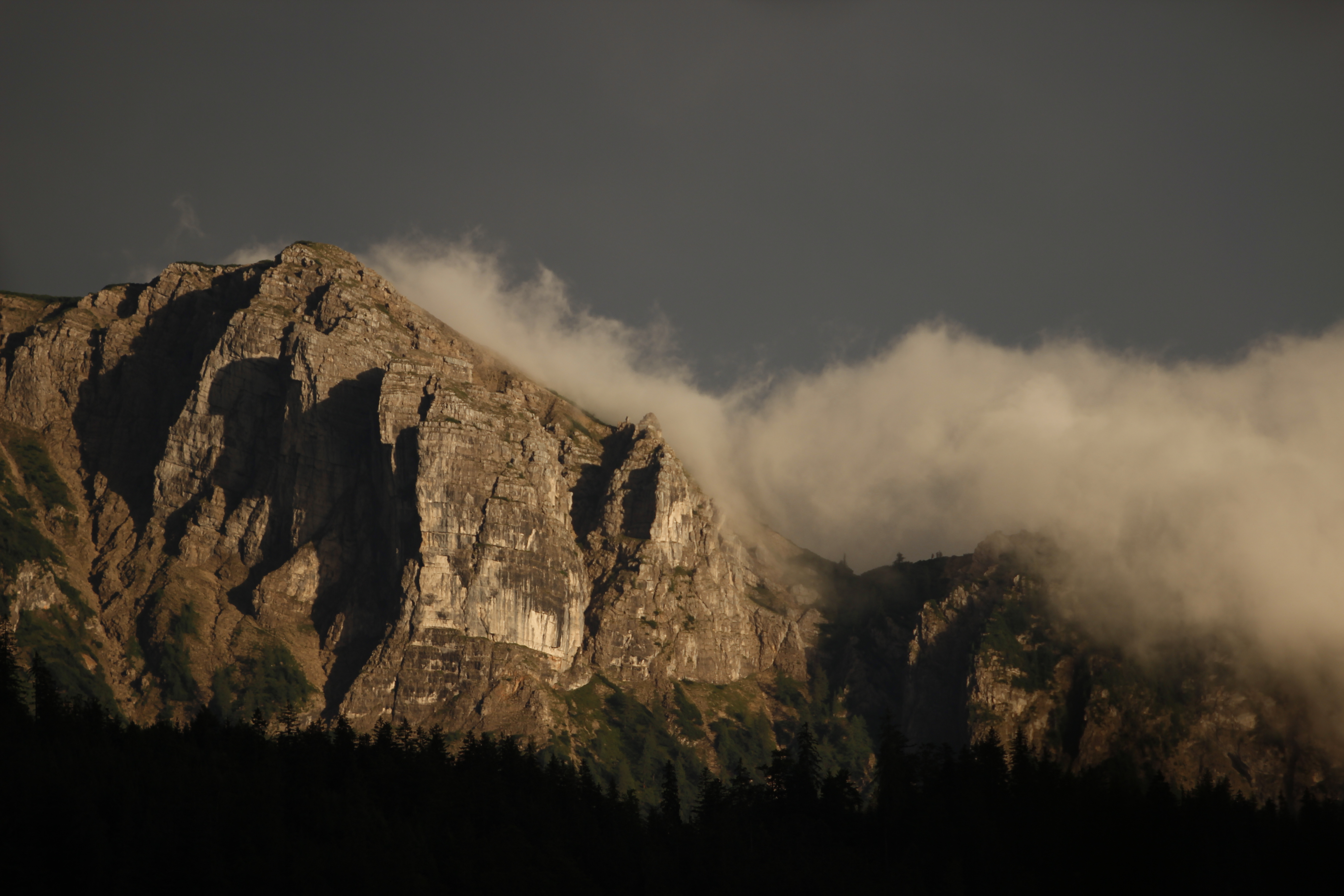

47°35′51″N 13°57′15″E / 47.59750°N 13.95417°E
拉溫恩施泰因山（德語：Lawinenstein），是奧地利的山峰，位於該國東南部，由施泰爾馬克州負責管轄，屬於普里爾山脈的一部分，距離特拉文山4.6公里，海拔高度1,965米，每年平均降雨量1,578毫米。